# ۱۱۱۵ (میلادی)
۱۱۱۵ (میلادی) هزارو صد و پانزدهمین سال تقویم میلادی است.

## درگذشتگان
‎